# PCLinuxOS
PCLinuxOS, hay PCLinux thường được viết tắt là PCLOS, là một bản phân phối Linux phát hành liên tục cho máy tính x86-64, với KDE Plasma, MATE và XFCE là giao diện người dùng mặc định. Đây là hệ điều hành chủ yếu là FOSS dành cho máy tính cá nhân hướng đến sự dễ sử dụng.

## Lịch sử
Tiền thân của PCLinuxOS là một tập hợp các gói RPM(RPM package) được tạo ra để cải thiện các phiên bản kế tiếp của Mandrake Linux (bây giờ là Mandriva Linux). Có nhiều packages được tạo bởi Bill Reynolds, một packager biết đến nhiều hơn với tên Texstar. Từ năm 2000 đến 2003, Texstar đã duy trì RPM package ở kho lưu trữ của mình song song với trang web PCLinuxOnline. Trong một cuộc phỏng vấn, Reynolds nói ông ấy bắt đầu PCLinuxOS "để tạo một lối thoát cho mong muốn điên rồ [của ông ấy] để đóng gói mã nguồn mà không cần phải đối phó với cái tôi, sự kiêu ngạo, và các quan điểm chính trị."
Tháng 10/2003, Texstar tạo một phân nhánh của Mandrake Linux 9.2. Làm việc chặt chẽ với The Live CD Project, Texstar bắt đầu phát triển phân nhánh độc lập này thành một bản phân phối chính thức. Các bản phát hành ban đâu đã được đánh số là "previews": p5, p7, p8 lên đến p81a, sau đó p9, p91, p92, và p93.
Mặc dù vẫn giữ lại "cái nhìn và cảm nhận" giống như Mandriva Linux, PCLinuxOS đã có khá nhiều thay đổi. Mã code đã bị phân nhánh từ Mandrake 9.2 trong dự án độc lập vào năm 2003. Sau ba năm tiếp tục phát triển, các nhà phát triển đã tận dụng được phát triển tiếp theo trong Mandriva(đổi tên) vào cuối năm 2006 cho PCLinuxOS 2007.